# Den Piseth Kang
Den Piseth Kang (21 października 1985) – kambodżański zapaśnik w stylu wolnym.
Dwukrotny brązowy medalista igrzysk Azji Południowo-Wschodniej w 2011 i 2013. Piętnasty na igrzyskach azjatyckich w 2010 roku.